# Minh Hy Tông
Minh Hy Tông (chữ Hán: 明熹宗; 23 tháng 12 năm 1605 – 30 tháng 9 năm 1627), là vị hoàng đế thứ 16 của nhà Minh trong lịch sử Trung Quốc, trị vì từ năm 1620 đến năm 1627. Trong thời gian tại vị, ông chỉ dùng một niên hiệu là Thiên Khải (天啟), nên còn được gọi là Thiên Khải Đế (天啟帝).
Lên ngôi khi gần 16 tuổi, triều đại của Hy Tông trong vòng 7 năm đã bị lũng đoạn bởi hoạn quan Ngụy Trung Hiền và bè phái của ông ta, khiến chính sự phân ly bởi các cuộc tranh đấu đảng phái giữa Yêm đảng (閹黨) và Đông Lâm đảng (東林黨). Ngoài ra, do không biết chữ, bản thân Hy Tông cũng bỏ mặc triều chính. Điều này khiến cho nhà Minh, vốn đã bắt đầu suy yếu từ thời Minh Thần Tông, càng lún sâu vào khủng hoảng.

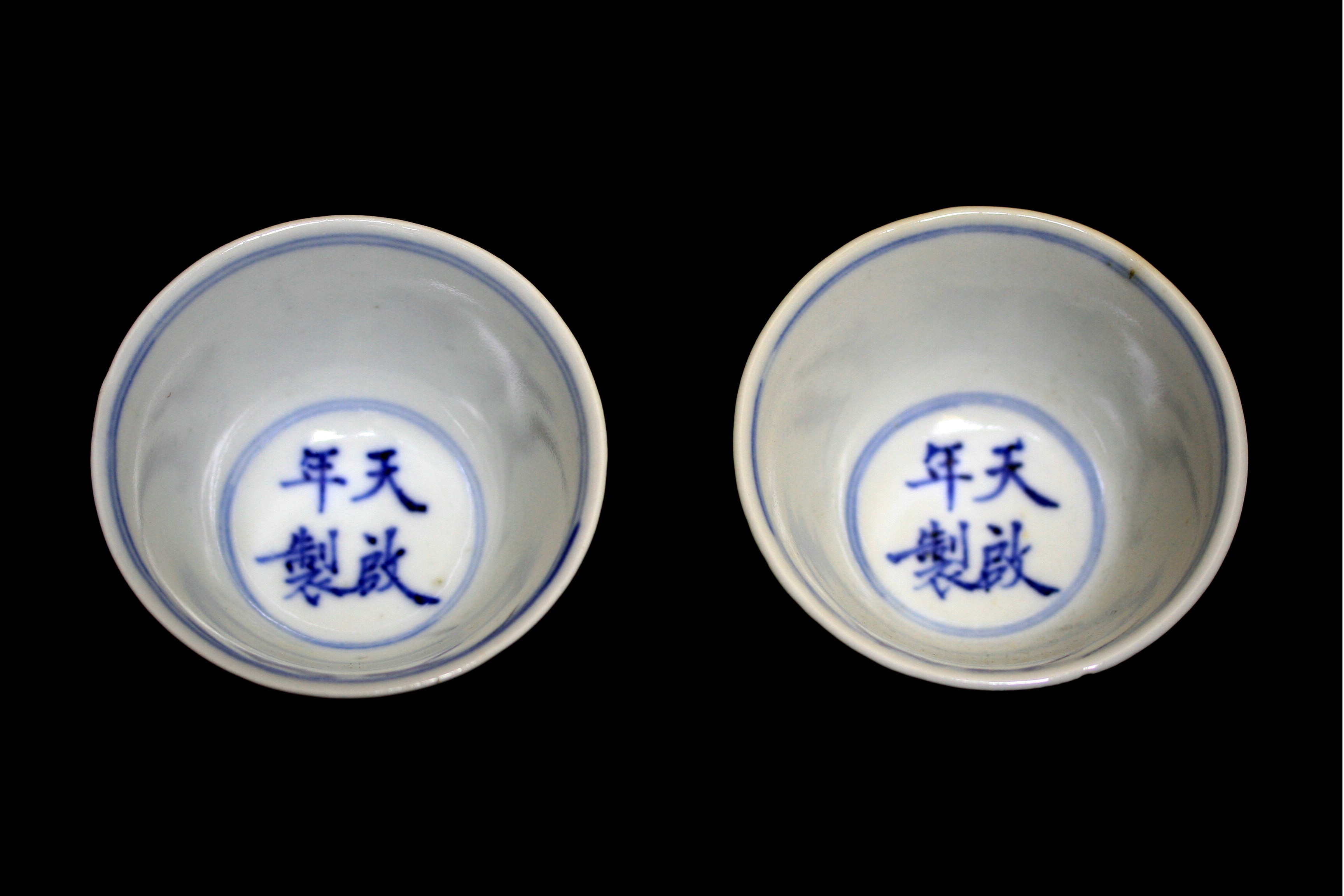
Chén trà thời Thiên Khải, Bộ sưu tập Nantoyōsō, Nhật Bản

## Tiểu sử

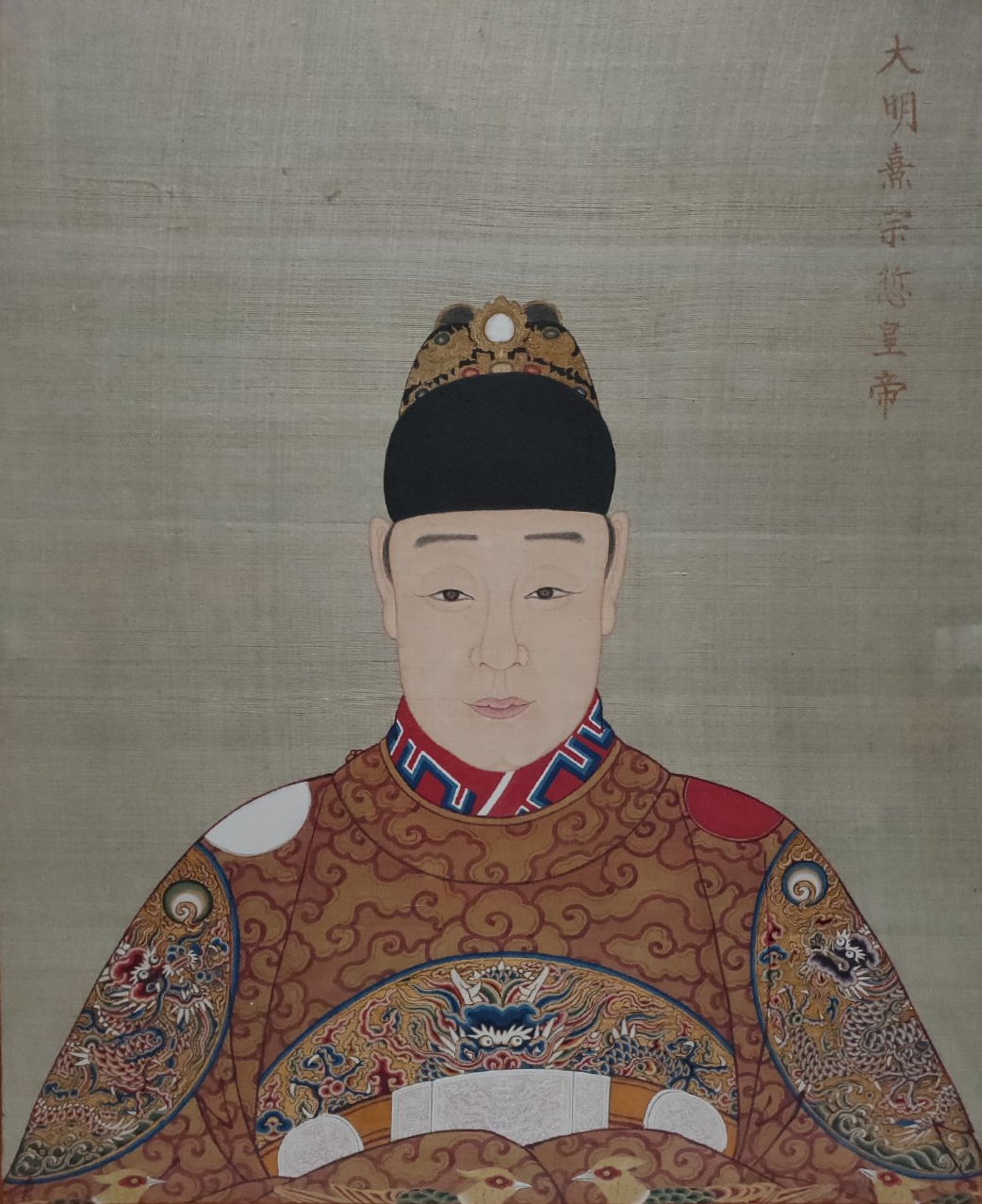
Tranh vẽ Hoàng đế Minh Hy Tông.

Minh Hy Tông tên thật là Chu Do Hiệu (朱由校), sinh ngày 23 tháng 12 năm 1605 dưới thời gian trị vì của ông nội là Minh Thần Tông Chu Dực Quân. Ông là con trai trưởng của Minh Quang Tông Chu Thường Lạc, mẹ là Vương tài nhân, khi đấy đang là tần thiếp của cha ông lúc còn ở ngôi Thái tử.
Năm 1620, ngày 28 tháng 8, Quang Tông lên ngôi chưa được một tháng thì băng hà vào ngày 26 tháng 9, chỉ kịp đặt niên hiệu, còn chưa kịp dâng thụy cho Thái hậu và sắc phong phi tần, hoàng tử. Ngày 22 tháng 1 năm 1621, hoàng tử Chu Do Hiệu chính thức đăng vị, lấy niên hiệu Thiên Khải (天啟).

## Ngụy Trung Hiền can chính
Khi vua cha qua đời, Chu Do Hiệu không hề biểu lộ sự đau buồn gì cả, ông lên ngôi mà không có một sự chuẩn bị gì. Hành động của ông đối với người cha quá cố của mình bị các sử gia đời sau cho là bất hiếu.
Khi Minh Hy Tông đăng cơ được ít ngày, dưỡng mẫu của ông là Lý tuyển thị lợi dụng việc ông còn ít tuổi và không có năng lực, lập tức di dời đến Càn Thanh cung, mưu đồ Thùy liêm thính chánh để can dự vào triều chính. Đông Lâm đảng đại thần gồm Tả Quang Đẩu (左光斗) và Dương Liên (楊漣) ra sức phản đối, ép Lý Tuyển thị phải dời từ Càn Thanh cung đến Nhân Thọ cung, sử gọi là Di cung án (移宮案). Sau sự kiện, Hy Tông đề bạt các đại thần Đông Lâm đảng, tuy nhiên lại cất nhắc thêm Thị nội theo hầu Lý Tuyển thị khi trước là Ngụy Trung Hiền, cho giữ chức Bỉnh bút thái giám (秉筆太監) thuộc Tư lễ giám (司禮監). Nhân đó, họ Ngụy liên kết với cùng với người vú nuôi của Hy Tông là Khách Thị (客氏), do công nuôi dưỡng được phong làm Phụng Thánh phu nhân (奉聖夫人). Nhờ đó, hai người họ cùng cấu kết với nhau chia sẻ sự ảnh hưởng lên Hoàng đế.
Tuổi thơ của Minh Hy Tông gắn liền với nhũ mẫu Khách thị nên việc nảy sinh tình cảm giữa hai người cũng không phải là chuyện gì khó tưởng tượng. Tuy nhiên, tình cảm giữa Khách thị và Minh Hy Tông không chỉ đơn thuần là tình thương như con dành cho mẹ mà là của những cặp tình nhân đối đãi với nhau. Thậm chí, các nhà sử gia còn khẳng định rằng chắc chắn giữa Minh Hy Tông và Khách thị có chuyện ân ái chăn gối. Bởi lẽ, khi Minh Hy Tông lên ngôi vua, Khách thị đã trên dưới 40 tuổi nhưng bà vẫn đẹp tựa mỹ nhân 28 tuổi, khiến Hy Tông đang độ tuổi xuân thì mê mẩn. Hơn nữa, dù là gái góa chồng nhưng vốn xinh đẹp lẳng lơ nên chưa bao giờ Khách thị tự coi mình là nhũ mẫu của Hy Tông. Theo sử liệu ghi chép, mỗi sáng sớm, Khách thị đều tới tẩm cung của Hy Tông để hầu hạ vua cho tới nửa đêm mới về. Chính vì có tình ý với nhũ mẫu nên khi Minh Hy Tông lên ngôi Hoàng đế chưa được bao lâu, ông đã phong cho Khách thị làm Phụng Thánh phu nhân. Hơn nữa, vào mỗi dịp sinh nhật Khách thị, Minh Hy Tông đều đích thân tới chúc phúc không khác gì mẹ ruột. Không chỉ vậy, còn có giai thoại nói rằng, Khách thị đã dùng thuốc hạ độc hoàng đế. Loại thuốc này khi ăn xong sẽ khiến nam giới sung mãn và có nhu cầu giường chiếu nhiều hơn. Cũng chính vì vậy mà sức khỏe của Hy Tông trở nên suy kiệt, dù khác vua cha, ông không hoàn toàn qua đời do sốc thuốc.
Minh Hy Tông hoàn toàn tin tưởng và giao hầu hết việc triều chính cho Ngụy Trung Hiền, hoàn toàn khoanh tay rũ áo, chỉ biết suốt ngày chơi bời, chìm đắm trong tửu sắc, không ham chính sự. Người ta thậm chí tin rằng nhà vua có hai cung điện riêng; một cho những tình nhân nữ và một cho những tình nhân nam của ông. Đặc biệt, ngay từ nhỏ, Hy Tông đã có thích thú với việc chạm khắc gỗ, nên mặc dù đang ở ngôi, Minh Hy Tông suốt ngày chỉ biết khắc chạm, vẽ lên gỗ, nghệ thuật điêu khắc gỗ của Hy Tông rất khéo và tinh xảo. Đặc biệt, ông đã ra lệnh bán những sản phẩm gỗ của mình trên thị trường chỉ để xem chúng có giá trị bao nhiêu. Đời sống của người dân trở nên tồi tệ hơn trong thời Thiên Khải, và nhà Minh cũng bắt đầu phải đối mặt với một số cuộc khởi nghĩa nông dân.
Ngụy Trung Hiền nắm quyền trong triều, bắt đầu gây dựng thế lực, bổ nhiệm những người mà ông ta tin tưởng vào các vị trí quan trọng trong triều đình. Ông ta giữ mọi quyền hành, cùng các thủ hạ hoành hành ngang ngược, tàn hại sinh dân vô cùng, khiến đất nước trở nên kiệt quệ. Trong khi đó, Khách thị tìm cách duy trì quyền lực bằng cách loại bỏ tất cả những người phụ nữ khác khỏi hậu cung của hoàng đế bằng cách bắt giam các phi tần của hoàng đế và bỏ đói họ đến chết. Một nhóm nhà Nho học thuộc Đông Lâm đảng tỏ ra rất bất bình. Họ đả kích phái của Ngụy Trung Hiền, kết quả lại bị đám theo phe họ Ngụy mở cuộc đàn áp đẫm máu, diệt sạch Đông Lâm đảng.

## Qua đời
Năm 1627, tháng 8, Hy Tông ngự giá cùng Ngụy Trung Hiền và Vương Thể Kiền (王體乾) đến Tây Uyển xem dân phu đào hồ, bất ngờ bị rơi xuống nước. Tuy ông được cứu kịp thời nhưng do sức khỏe yếu, lại sợ hãi quá độ mà sinh trọng bệnh. Biết mình khó qua khỏi, lại không có con trai kế vị vì cả ba người con trai của Hy Tông đều mất khi còn nhỏ tuổi, Hy Tông triệu em trai là Tín vương Chu Do Kiểm nhập cung để bàn chuyện kế vị.
Ngày 30 tháng 9, Minh Hy Tông sau 7 năm tại vị đã qua đời khi chỉ vừa 21 tuổi. Tín vương Chu Do Kiểm lập tức kế vị, tức Minh Tư Tông Sùng Trinh hoàng đế.
Ông được tôn miếu hiệu là Hy Tông (熹宗), thụy hiệu đầy đủ là Đạt Thiên Xiển Đạo Đôn Hiếu Đốc Hữu Chương Văn Tương Vũ Tĩnh Mục Trang Cần Triết Hoàng đế (達天闡道敦孝篤友章文襄武靖穆莊勤悊皇帝), an táng tại Đức lăng (德陵).
Vì cả ba công chúa của Hy Tông đều mất sớm, nên có vẻ như vị hoàng đế này không có bất kỳ người con nào còn sống sau khi ông qua đời.

## Gia đình
- Thân phụ: Minh Quang Tông Chu Thường Lạc.
- Thân mẫu: Hiếu Hòa hoàng hậu Vương thị (孝和皇后王氏; 1582 - 1619), sơ phong Tài nhân (才人).
- Hậu phi:

1. Hiếu Ai Triết hoàng hậu Trương thị (孝哀悊皇后張氏; 1610－1644), thường gọi Ý An hoàng hậu (懿安皇后), người Tường Phù, con gái của Thái Khang bá Trương Quốc Kỉ (张国纪). Năm Thiên Khải thứ ba (1623), Trương hoàng hậu có thai, do bị Khách phu nhân và Ngụy Trung Hiền hãm hại nên đứa trẻ chết trong bụng mẹ, truy phong làm Hoài Xung thái tử Chu Từ Nhiên.
2. Hoàng Quý phi Phạm thị (慧妃范氏), nhan sắc mỹ lệ, được Hy Tông sủng ái. Năm Thiên Khải thứ hai (1622), do sinh hạ Vĩnh Ninh công chúa nên được phong làm Tuệ phi. Năm Thiên Khải thứ ba (1623), nhân sinh được Điệu Hoài thái tử Chu Từ Dục, thăng làm Hoàng quý phi. Con chết sớm, Phạm Tuệ phi thất sủng. Năm 1644, Minh triều diệt vong, Phạm Tuệ phi trốn khỏi hoàng cung. Sau khi Thanh triều nhập quan, Phạm thị trở lại Bắc Kinh, được triều Thanh cấp sinh hoạt phí.
3. Hoàng Quý phi Nhậm thị (容妃 任氏), gọi Ngụy Trung Hiền là ông chú bên ngoại (cũng có tài liệu cho là nghĩa nữ của Ngụy Trung Hiền). Sơ phong là Dung phi, đến năm Thiên Khải thứ năm (1625), nhờ sinh được Hiến Hoài thái tử Chu Từ Quế mà được thăng làm Hoàng quý phi. Minh triều diệt vong, Dung phi trốn khỏi hoàng cung. Sau khi Thanh triều nhập quan, Nhậm thị trở lại Bắc Kinh, được triều Thanh cấp sinh hoạt phí.
4. Điệu Thuận Dụ phi Trương thị (裕妃張氏; 1606 - 1623), xuất thân là cung nữ, người phủ Thuận Thiên. Tháng 5 năm Thiên Khải thứ ba (1623), vì có thai nên được phong làm Dụ phi. Do hoài thai 13 tháng mà không sinh nên bị khép vào tội khi quân, đến tháng 8 cùng năm bị phế truất vào lãnh cung và bỏ đói cho đến chết, hạ táng với thân phận cung nữ. Đến thời Minh Tư Tông được khôi phục danh dự và truy phong thụy hiệu Điệu Thuận (悼顺).
5. Thành phi Lý thị (成妃李氏; 1605 - 1637), được phong làm Thành phi ở Trường Xuân cung vào năm Thiên Khải thứ ba (1624) khi sinh Hoài Ninh công chúa, sau bị biếm làm cung nữ. Khi Minh Tư Tông lên ngôi lại phục vị Thành phi.
6. Cung Huệ Thuần phi Đoàn thị (純妃段氏; 1607 - 1629), người Nam Kinh. Cha là Đoàn Hoàng Di (段黄彝) , mẹ là Tiêu thị (肖氏). Năm 1621 tiến cung, được sách phong cùng Trương hoàng hậu, trở thành Thuần phi. Năm Sùng Trinh thứ hai, Thuần phi tạ thế, được truy phong thụy hiệu là Cung Huệ (恭惠).
7. Lương phi Vương thị (良妃王氏), được tuyển vào cung năm Thiên Khải nguyên niên (năm 1621), cùng năm đó Minh Hy Tông đã sắc phong bà làm Lương phi. Bà không được sủng ái, cũng không có con. Khi nhà Minh sụp đổ, bà trốn ra khỏi cung và không rõ kết cục.
8. Quý nhân Phùng thị (貴人馮氏) , chán ghét việc Thái giám Ngụy Trung Hiền chuyên quyền , nhiều lần can ngăn Hy Tông , kết cục bị Ngụy Trung Hiền vu oan , ban chết.[6]
9. Quý nhân Hồ thị (貴人胡氏) (?-1623) , chán ghét vú nuôi Khách Gia của Hoàng đế chuyên quyền , sau bị Ngụy Trung Hiền cử người hại chết.

- Hoàng tử:

1. Hoài Xung thái tử Chu Từ Nhiên [懷沖太子 朱慈燃; 1623], mẹ là Hiếu Ai hoàng hậu, chết trong bụng mẹ.
2. Điệu Hoài thái tử Chu Từ Dục [悼懷太子 朱慈焴; 1623 - 1624], mẹ là Hoàng quý phi Phạm thị, chết non.
3. Hiến Hoài thái tử Chu Từ Quế [獻懷太子 朱慈炅; 1625 - 1626], mẹ là Hoàng quý phi Nhậm thị, chết vì kinh hãi trong vụ nổ Vương Cung Xưởng.

- Hoàng nữ:

1. Vĩnh Ninh công chúa Chu Thục Nga (永寧公主朱淑娥; 1622 - 1624), mẹ là Tuệ phi Phạm thị.
2. Hoài Ninh công chúa Chu Thục Mô (懷寧公主 朱淑嫫; 1624 - 1625), mẹ là Thành phi Lý thị.
3. Tam công chúa, chết non.